# Secrétaire d'État au Commerce international du cabinet fantôme
Le Secrétaire d'État pour le commerce international du cabinet fantôme est un ancien membre du cabinet fantôme du Royaume-Uni chargé de l'examen du secrétaire d'État au Commerce international et de son ministère, le département du Commerce international.

## Secrétaire d'État de l'ombre
| Nom | Nom                 | Nom | Mandat           | Mandat           | Parti politique | Leader de l'Opposition |
| --- | ------------------- | --- | ---------------- | ---------------- | --------------- | ---------------------- |
|     | Barry Gardiner      |     | 20 juillet 2016  | 5 avril 2020     | Travailliste    | Jeremy Corbyn          |
|     | Emily Thornberry    |     | 6 avril 2020     | 29 novembre 2021 | Travailliste    | Keir Starmer           |
|     | Nick Thomas-Symonds |     | 29 novembre 2021 | 4 septembre 2023 | Travailliste    | Keir Starmer           |